# Eutelsat Konnect VHTS
Eutelsat Konnect VHTS (kurz für Very High Troughput Satellite, eng. für Satellit mit sehr hohem Durchsatz) ist ein kommerzieller Kommunikationssatellit des in Frankreich ansässigen Satellitenbetreibers Eutelsat.

## Geschichte
Im April 2018 beauftragte Eutelsat den Raumfahrtkonzern Thales Alenia Space mit dem Bau eines neuen geostationären Kommunikationssatelliten. Dieser Satellit sollte dann zusammen mit seinem Vorgänger Eutelsat Konnect Europa und Nordafrika abdecken.
Der Start erfolgte am 7. September 2022 auf einer Ariane-5-Trägerrakete vom Raumfahrtzentrum Guayana in einen geostationären Transferorbit. 28 Minuten und 46 Sekunden nach dem Start trennte sich der Satellit von der Raketenoberstufe. Er wurde auf 2,7° Ost stationiert und ging dort am 26. Oktober 2023 in Betrieb.

## Technische Daten
Thales Alenia Space baute Eutelsat Konnect VHTS auf Basis des Spacebus-Neo-Satellitenbusses. Er besitzt einen reinen elektrischen Antrieb, welcher durch zwei große Solarmodule und Batterien mit Strom versorgt wird. Mit einer Höhe von 9 Metern und einer In-Orbit-Spannweite von mehr als 45 Metern ist er einer der größten jemals gestarteten Kommunikationssatelliten. Er ist auch Europas größter geostationärer Satellit. Der Satellit ist dreiachsenstabilisiert und besitzt eine geplante Lebensdauer von 15 Jahren. Des Weiteren besitzt er leistungsstarke Ka-Band-Transponder, mit welchen Übertragungsraten von 500 Gbps erreicht werden sollen. Das sind rund siebenmal mehr als der Durchsatz seines Vorgängers Eutelsat Konnect, welcher 75 Gbps erreichte.

## Galerie

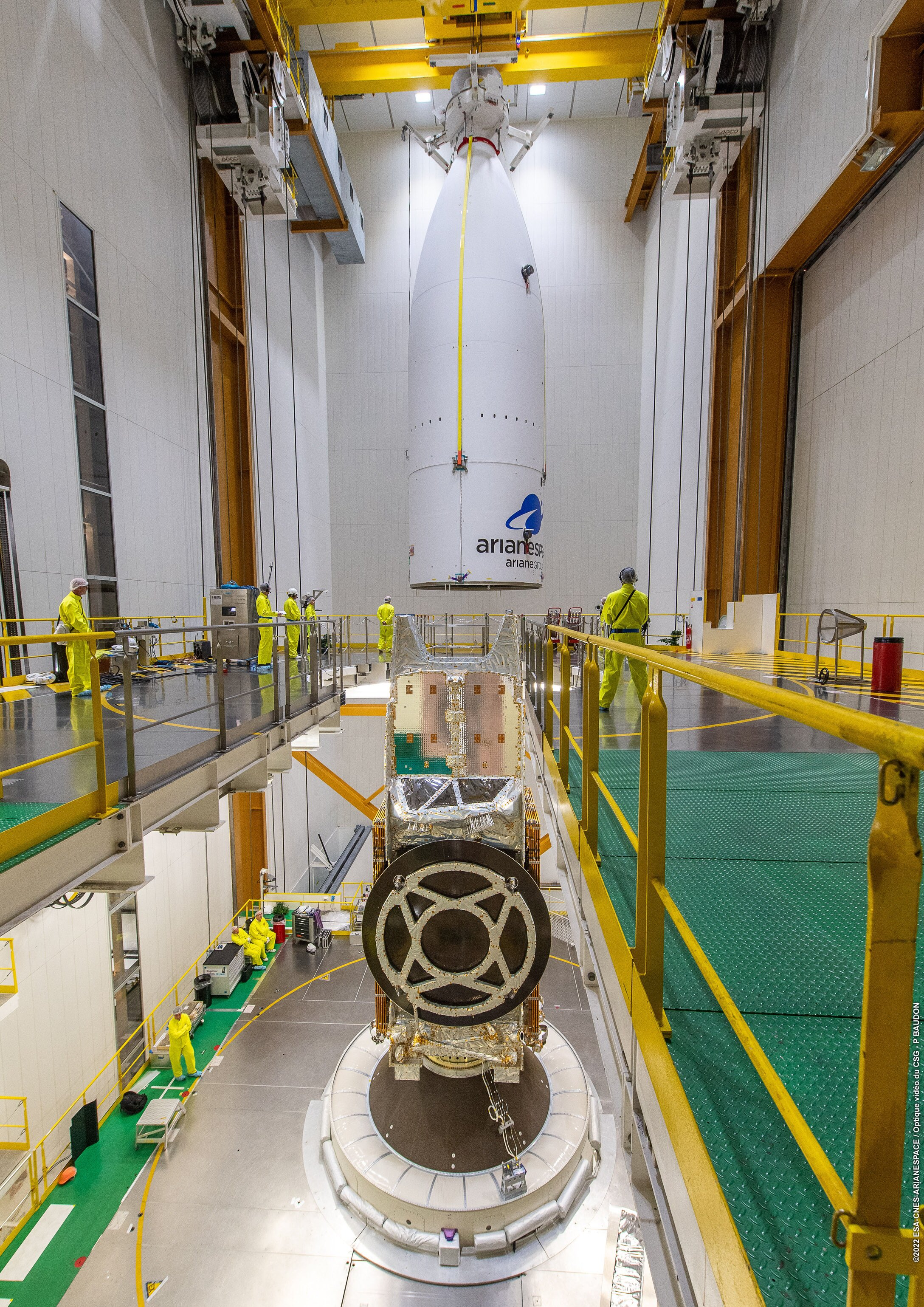
Der Satellit wird in die Nutzlastverkleidung integriert.
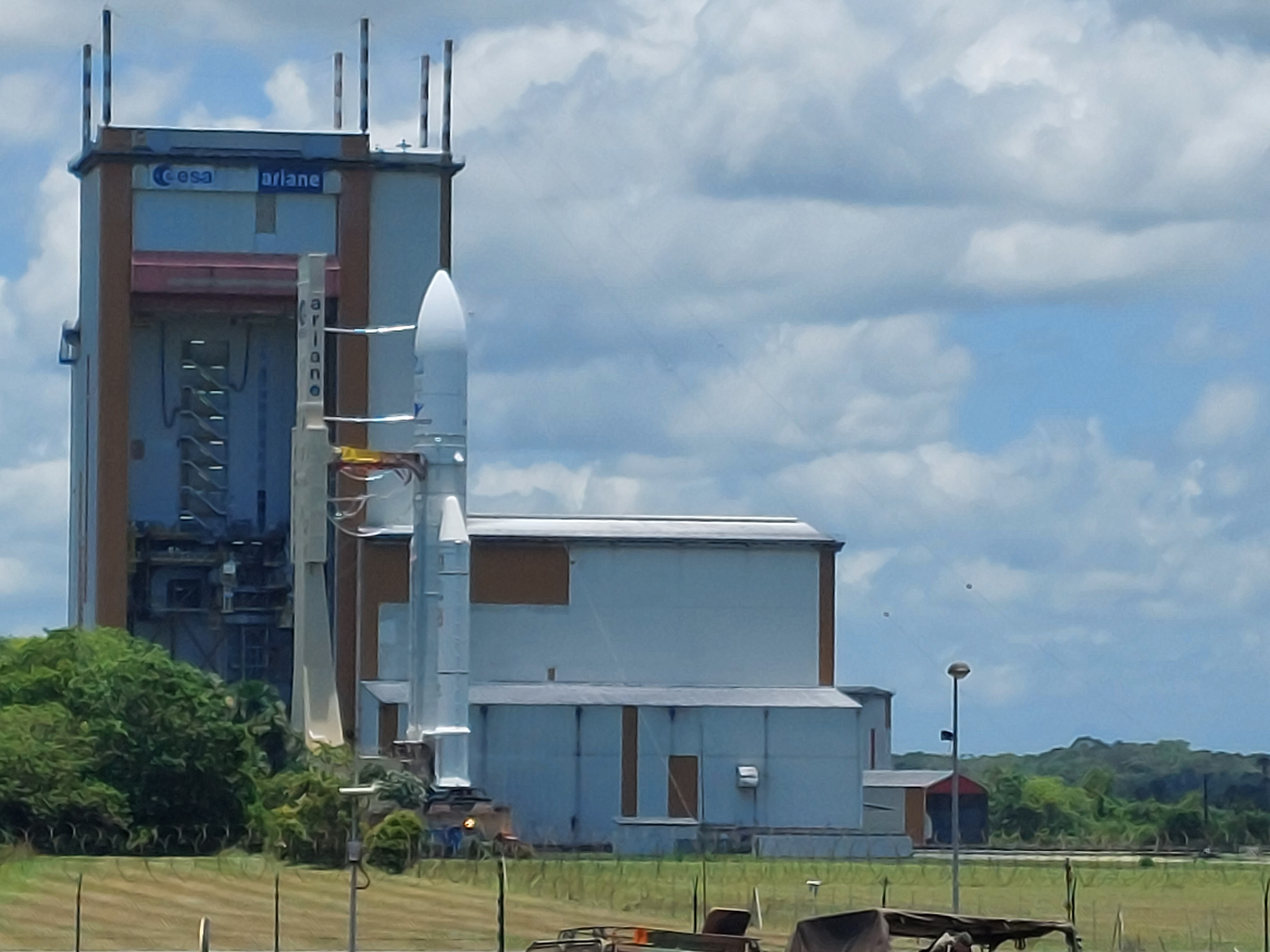
Die Ariane-Rakete wird zur Startrampe transportiert
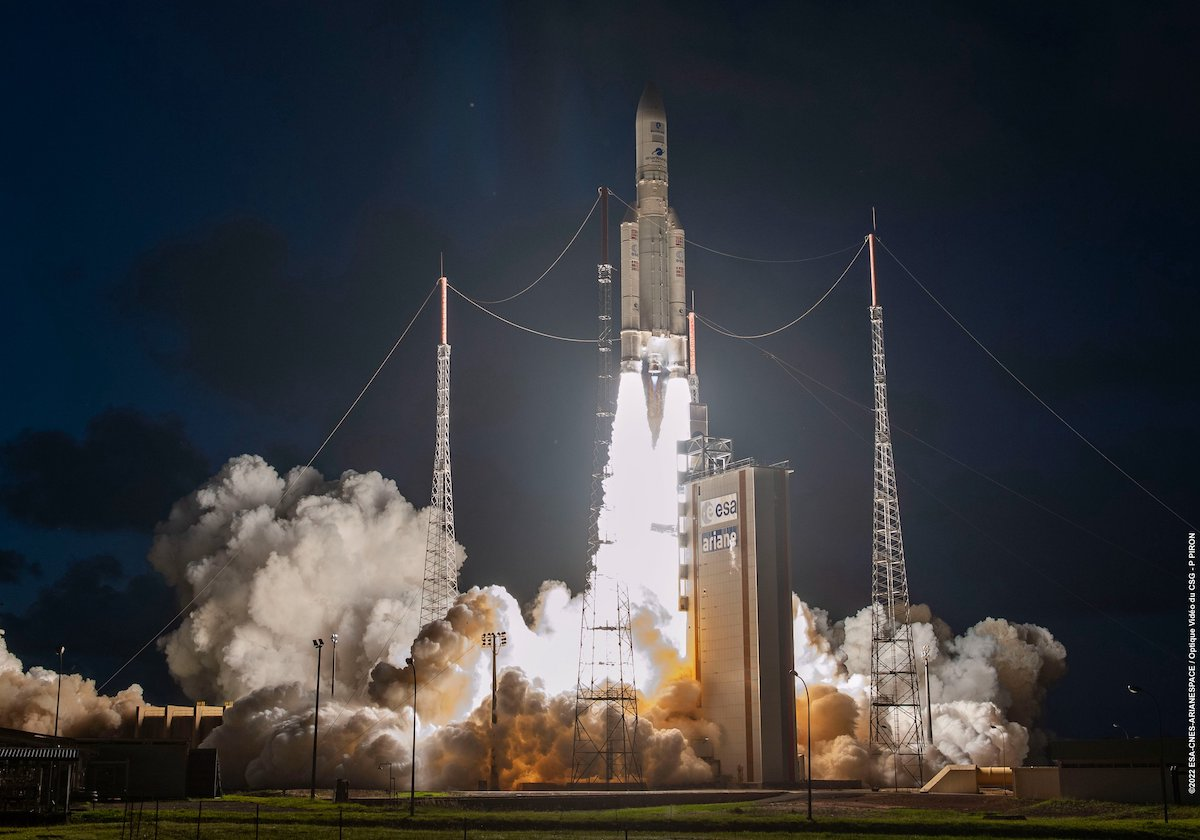
Start der Ariane-5-Rakete